# 1098
Il 1098 (MXCVIII in numeri romani) è un anno  dell'XI secolo.

## Eventi
- 21 marzo: Fondazione dell'Abbazia di Cîteaux da cui nascerà la Riforma Cistercense
- 3 giugno - Presa della città di Antiochia da parte di soldati crociati durante la Prima Crociata
- Il crociato Boemondo I d'Antiochia fonda ad Otranto il Monastero di San Nicola di Casole
- L'impero bizantino sottrae Smirne al Sultanato di Iconio.
- Inizio costruzione della cattedrale di San Lorenzo di Genova,anno 1098.

## Nati
- 28 marzo - Ildegarda di Bingen, monaca cristiana, scrittrice e mistica tedesca († 1179)
- Atsïz († 1156)
- Ayn al-Qudat Hamadani, poeta, filosofo e mistico persiano († 1131)
- Edvige di Gudensberg, nobile tedesca († 1148)
- Pietro Polani, politico italiano († 1148)

## Morti
- 3 gennaio - Walkelin, vescovo cattolico inglese
- 9 marzo - Thoros di Edessa, armeno
- 2 giugno - Yaghisiyan, condottiero turco
- 31 luglio - Ugo di Montgomery, nobile francese
- 1º agosto - Ademaro di Monteil, vescovo cattolico e militare francese
- Alano il Nero, nobile francese
- Aroldo del Wessex, britannico (n. 1067)
- Baldovino II di Hainaut, nobile (n. 1056)
- Guglielmo, vescovo d'Orange, vescovo cattolico francese
- Oddone I de La Marche, conte
- Oddone III, vescovo cattolico italiano
- Poppo II di Carniola, nobile italiano (n. 1065)

## Calendario
| Calendario 1098 | Calendario 1098 | Calendario 1098 | Calendario 1098 | Calendario 1098 | Calendario 1098 | Calendario 1098 | Calendario 1098 | Calendario 1098 | Calendario 1098 | Calendario 1098 | Calendario 1098 | Calendario 1098 | Calendario 1098 | Calendario 1098 | Calendario 1098 | Calendario 1098 | Calendario 1098 | Calendario 1098 | Calendario 1098 | Calendario 1098 | Calendario 1098 | Calendario 1098 | Calendario 1098 | Calendario 1098 | Calendario 1098 | Calendario 1098 | Calendario 1098 | Calendario 1098 | Calendario 1098 | Calendario 1098 | Calendario 1098 | Calendario 1098 |
| --------------- | --------------- | --------------- | --------------- | --------------- | --------------- | --------------- | --------------- | --------------- | --------------- | --------------- | --------------- | --------------- | --------------- | --------------- | --------------- | --------------- | --------------- | --------------- | --------------- | --------------- | --------------- | --------------- | --------------- | --------------- | --------------- | --------------- | --------------- | --------------- | --------------- | --------------- | --------------- | --------------- |
|                 | 1               | 2               | 3               | 4               | 5               | 6               | 7               | 8               | 9               | 10              | 11              | 12              | 13              | 14              | 15              | 16              | 17              | 18              | 19              | 20              | 21              | 22              | 23              | 24              | 25              | 26              | 27              | 28              | 29              | 30              | 31              |                 |
| Gennaio         | Ve              | Sa              | Do              | Lu              | Ma              | Me              | Gi              | Ve              | Sa              | Do              | Lu              | Ma              | Me              | Gi              | Ve              | Sa              | Do              | Lu              | Ma              | Me              | Gi              | Ve              | Sa              | Do              | Lu              | Ma              | Me              | Gi              | Ve              | Sa              | Do              |                 |
| Febbraio        | Lu              | Ma              | Me              | Gi              | Ve              | Sa              | Do              | Lu              | Ma              | Me              | Gi              | Ve              | Sa              | Do              | Lu              | Ma              | Me              | Gi              | Ve              | Sa              | Do              | Lu              | Ma              | Me              | Gi              | Ve              | Sa              | Do              |                 |                 |                 |                 |
| Marzo           | Lu              | Ma              | Me              | Gi              | Ve              | Sa              | Do              | Lu              | Ma              | Me              | Gi              | Ve              | Sa              | Do              | Lu              | Ma              | Me              | Gi              | Ve              | Sa              | Do              | Lu              | Ma              | Me              | Gi              | Ve              | Sa              | Do              | Lu              | Ma              | Me              |                 |
| Aprile          | Gi              | Ve              | Sa              | Do              | Lu              | Ma              | Me              | Gi              | Ve              | Sa              | Do              | Lu              | Ma              | Me              | Gi              | Ve              | Sa              | Do              | Lu              | Ma              | Me              | Gi              | Ve              | Sa              | Do              | Lu              | Ma              | Me              | Gi              | Ve              |                 |                 |
| Maggio          | Sa              | Do              | Lu              | Ma              | Me              | Gi              | Ve              | Sa              | Do              | Lu              | Ma              | Me              | Gi              | Ve              | Sa              | Do              | Lu              | Ma              | Me              | Gi              | Ve              | Sa              | Do              | Lu              | Ma              | Me              | Gi              | Ve              | Sa              | Do              | Lu              |                 |
| Giugno          | Ma              | Me              | Gi              | Ve              | Sa              | Do              | Lu              | Ma              | Me              | Gi              | Ve              | Sa              | Do              | Lu              | Ma              | Me              | Gi              | Ve              | Sa              | Do              | Lu              | Ma              | Me              | Gi              | Ve              | Sa              | Do              | Lu              | Ma              | Me              |                 |                 |
| Luglio          | Gi              | Ve              | Sa              | Do              | Lu              | Ma              | Me              | Gi              | Ve              | Sa              | Do              | Lu              | Ma              | Me              | Gi              | Ve              | Sa              | Do              | Lu              | Ma              | Me              | Gi              | Ve              | Sa              | Do              | Lu              | Ma              | Me              | Gi              | Ve              | Sa              |                 |
| Agosto          | Do              | Lu              | Ma              | Me              | Gi              | Ve              | Sa              | Do              | Lu              | Ma              | Me              | Gi              | Ve              | Sa              | Do              | Lu              | Ma              | Me              | Gi              | Ve              | Sa              | Do              | Lu              | Ma              | Me              | Gi              | Ve              | Sa              | Do              | Lu              | Ma              |                 |
| Settembre       | Me              | Gi              | Ve              | Sa              | Do              | Lu              | Ma              | Me              | Gi              | Ve              | Sa              | Do              | Lu              | Ma              | Me              | Gi              | Ve              | Sa              | Do              | Lu              | Ma              | Me              | Gi              | Ve              | Sa              | Do              | Lu              | Ma              | Me              | Gi              |                 |                 |
| Ottobre         | Ve              | Sa              | Do              | Lu              | Ma              | Me              | Gi              | Ve              | Sa              | Do              | Lu              | Ma              | Me              | Gi              | Ve              | Sa              | Do              | Lu              | Ma              | Me              | Gi              | Ve              | Sa              | Do              | Lu              | Ma              | Me              | Gi              | Ve              | Sa              | Do              |                 |
| Novembre        | Lu              | Ma              | Me              | Gi              | Ve              | Sa              | Do              | Lu              | Ma              | Me              | Gi              | Ve              | Sa              | Do              | Lu              | Ma              | Me              | Gi              | Ve              | Sa              | Do              | Lu              | Ma              | Me              | Gi              | Ve              | Sa              | Do              | Lu              | Ma              |                 |                 |
| Dicembre        | Me              | Gi              | Ve              | Sa              | Do              | Lu              | Ma              | Me              | Gi              | Ve              | Sa              | Do              | Lu              | Ma              | Me              | Gi              | Ve              | Sa              | Do              | Lu              | Ma              | Me              | Gi              | Ve              | Sa              | Do              | Lu              | Ma              | Me              | Gi              | Ve              |                 |